# 梅沢村
梅沢村（うめさわむら）は、かつて青森県にあった村。

## 沿革
- 1889年（明治22年）4月1日 - 町村制施行により北津軽郡梅田村、瀬良沢村、横萢村、沖村、中泉村が合併し、梅沢村が発足。
- 1955年（昭和30年）3月1日 - 北津軽郡鶴田町・六郷村、西津軽郡水元村と合併し、鶴田町を新設し消滅[1]。

## 公共施設
鶴田町との合併時点
- 梅沢郵便局
- 梅沢中学校（1970年（昭和45年）4月に鶴田中学校へ統合）
- 梅沢小学校（2020年（令和2年）4月に鶴田小学校へ統合）